# Her Defiance
Her Defiance er en amerikansk stumfilm fra 1916 af Joe King og Cleo Madison.

## Medvirkende
- Cleo Madison som Adeline Gabler.
- Taylor N. Duncan som Theron Gabler.
- Edward Hearn som Frank Warren.